# I Guess That's Why They Call It the Blues
"I Guess That's Why They Call It the Blues" er en sang af den britiske sanger Elton John fra albummet Too Low for Zero (1983).

## Udgivelse og indspilning
Sangen blev udgivet som albummets første single i april 1983 og blev skrevet af Elton John, Bernie Taupin og Davey Johnstone. Den indeholder også Stevie Wonder spiller mundharmonika. Teksten fortæller historien om to unge elskende, der er adskilt, når manden er tvunget til at forlade for en militær træning. De er endelig genforenet i slutningen af sangen.
I Storbritannia nåede sangen nummer fem på UK Singles Chart og i USA nummer fire på Billboard Hot 100 seks uger senere.

## Musikvideo
Musikvideoen blev filmet i London og betragtes som en af de meget få gange John er blevet filmet uden hans varemærke briller.

## Formater og sporliste
Britisk 7" single
1. "I Guess That's Why They Call It the Blues"
2. "The Retreat"

Amerikansk 7" single
1. "I Guess That's Why They Call It the Blues"
2. "Choc Ice Goes Mental"

## Hitlister
| Hitliste (1983)                   | Placering |
| --------------------------------- | --------- |
| Tyskland (Media Control Charts)   | 22        |
| Nederlandene (MegaCharts)         | 48        |
| New Zealand (RIANZ)               | 12        |
| Schweiz (Schweizer Hitparade)     | 12        |
| Storbritannien (UK Singles Chart) | 5         |
| Hitliste (1984)                   | Placering |
| Canada (Adult Contemporary)       | 1         |
| Canada (Top Singles)              | 9         |
| USA (Billboard Hot 100)           | 4         |

## Musikere
- Elton John – piano, keyboard, vokal
- Davey Johnstone – guitar, baggrundsvokal
- Dee Murray – basguitar, baggrundsvokal
- Nigel Olsson – trommer, baggrundsvokal
- Stevie Wonder – harmonika